# Emilio González Márquez

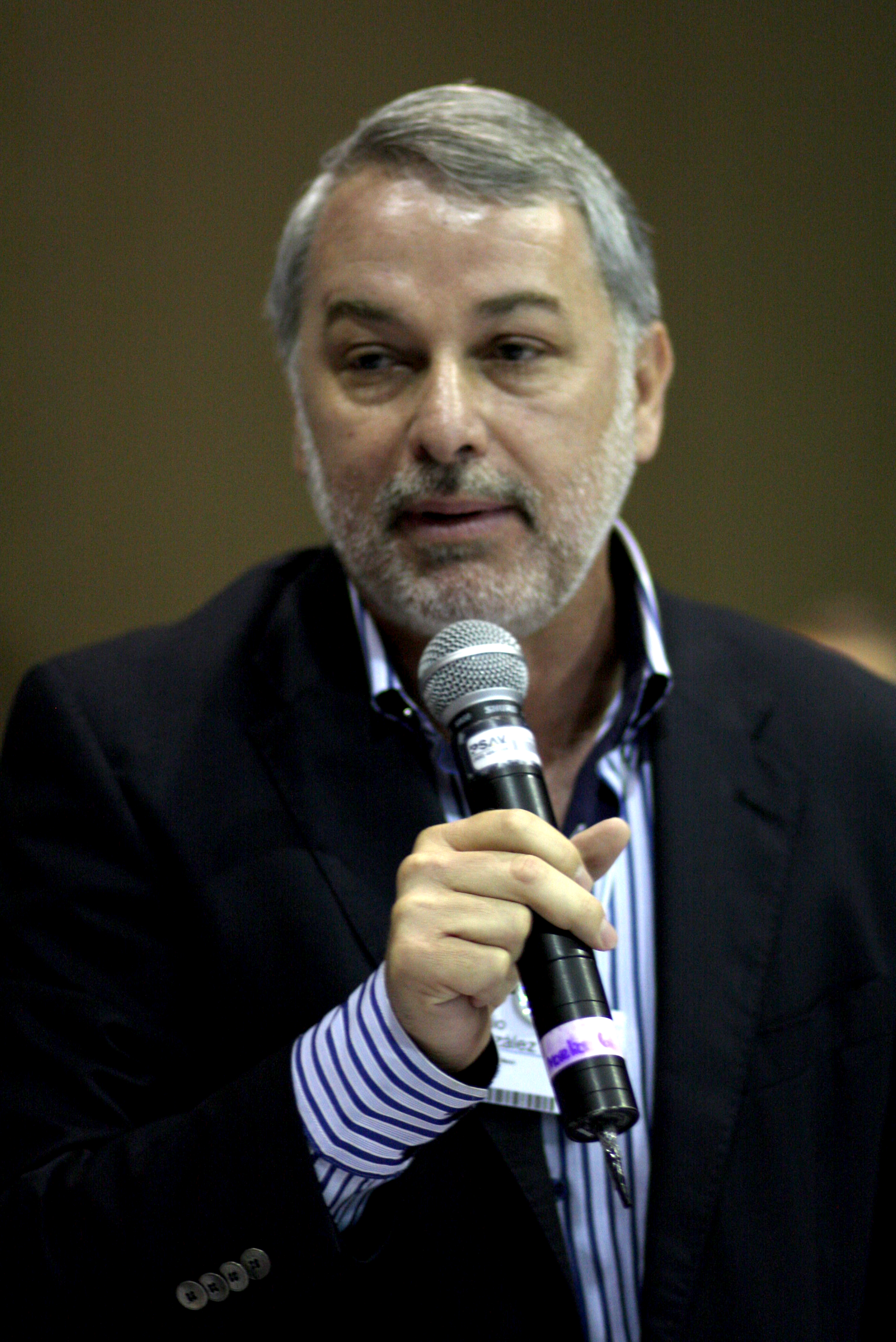
Emilio González Márquez

Emilio González Márquez (Lagos de Moreno, 12 november 1960) is een Mexicaans politicus van de Nationale Actiepartij (PAN). Van 2007tot 2013 was hij gouverneur van Jalisco.
González studeerde boekhouden aan de Universiteit van Guadalajara. Hij begon zijn politieke carrière bij de Mexicaanse Democratische Partij (PDM), waarvoor hij van 1980 tot 1982 burgemeester van Lagos de Moreno was. In 1988 verliet hij die partij en sloot hij zich aan bij de PAN, waarvoor hij tussen 1997 en 2000 zitting had in de Kamer van Afgevaardigden. Van 2004 tot 2005 was hij burgemeester van Guadalajara.
González won op 2 juli 2006 de gouverneursverkiezingen in Jalisco en trad op 1 maart 2007 aan als gouverneur. González staat bekend als sterk conservatief. Zo ontsloeg hij de voorzitter van het comité voor de bestrijding van aids nadat deze condooms liet uitdelen. González merkte op dat het niet de taak van de overheid is condooms uit te delen omdat het "ook niet aan de overheid is sixpacks uit te delen" en voegde eraan toe dat "aids het resultaat [is] van promiscuïteit, niet van het niet-gebruiken van condooms". Nadat de schrijver Carlos Monsiváis hem hierover bekritiseerde noemde González hem "een geweldige kerel (chingón) [...] maar ik heb geen tijd hem te lezen."
In 2008 kwam González Márquez in opspraak nadat hij 90 miljoen peso had geschonken voor de bouw van een kerk gewijd aan katholieke martelaren uit de Cristero-oorlog in Tlaquepaque, waarmee hij volgens critici de in Mexico zeer strikt vastgestelde scheiding tussen kerk en staat heeft geschonden. González Márquez verklaarde de donatie gedaan te hebben om het toerisme in Jalisco te bevorderen. Op een openbaar banket op 24 april verdedigde hij in een kennelijk dronken bui in aanwezigheid van kardinaal Juan Sandoval Iñiguez zijn beslissing tegen zijn critici: "Don Juan Sandoval, wat hebben we toch een puinhoop hè. Ja of nee? We zijn beroemd aan het worden Don Juan. Ze kunnen zeggen wat ze willen maar, excuseer me kardinaal, ze kunnen hun moeder neuken!" (¡que chinguen a su madre!) De volgende dag bood hij zijn excuses aan voor deze uitspraak.
- Gemeinsame Normdatei: 1221983709
- Virtual International Authority File: 661160668316403560002